# 英国皇家历史学会
英国皇家历史学会（英語：Royal Historical Society），成立于1868年，是一所由英国王室特许成立的学术机构，也是英国在历史学研究领域最重要与最有影响的学术组织。学会所在地设在伦敦大学学院（University College London）。

## 会士
英国皇家历史学会的成员现由会士（Fellowship)和会员（Membership)两部分组成。Fellowship 又分为会士（Fellow ）和副会士（Associate fellow），Membership 又分为（普通）会员和研究生会员。会士包括在历史学研究上有极高成就的著名的学者，他们被赋予使用名衔缩写FRHistS（Fellows of the Royal Historical Society）的资格。。